# Lutraeximia umbra
La lontra umbra (Lutraeximia umbra, Cherin et al. , 2016) è una specie fossile, appartenente alla sottofamiglia dei Lutrini, vissuta tra 2,588 e 0,781 milioni di anni fa.
La specie e il genere Lutraeximia sono stati descritti nel 2016 sul cranio fossile SBAU 337654 rinvenuto a Pantalla in Umbria. In particolare, la specie è stata attribuita sulla base delle caratteristiche dentali uniche.